# ハートブレイク・リッジ 勝利の戦場
『ハートブレイク・リッジ 勝利の戦場』（Heartbreak Ridge）は、1986年公開のアメリカ映画。クリント・イーストウッド監督・主演。グレナダ侵攻をテーマにしている。
映画のタイトル『ハートブレイク・リッジ』は、心の張り裂けそうな（激戦の戦場と成った）隆起した場所を指している。

## あらすじ
朝鮮戦争を皮切りに、数々の戦場を渡り歩いたアメリカ海兵隊の一等軍曹トム・ハイウェイは、平和な現代社会では浮いた存在となりつつあった。1983年、ハイウェイは酔っ払って喧嘩した上に警察のパトカーに放尿して逮捕されていた。檻の中でも彼は数々の武勇伝に話を咲かせ、百戦練磨の腕っ節の強さを見せ付け、裁判でも朝鮮戦争の時に与えられた名誉勲章に免じて罰金100ドルで放免となる。そんなハイウェイに、彼の古巣である第二海兵師団第二偵察大隊第二偵察小隊（ノースカロライナ州キャンプ・レジューン）へ復帰するようにという辞令が下った。
ハイウェイはバスで赴任先へ向ったが、途中で「ロックンロールの帝王」を自称する黒人青年と顔見知りとなる。しかし、ドライブインで休憩中に、その青年に食事代を持ち逃げされた挙句、バスにも置いてけぼりを食わされる。なんとかキャンプ・レジューンに到着したハイウェイを待っていたのは、士官学校卒で実戦経験の無い補給部隊あがりで書類馬鹿の中隊長パワーズ少佐と出来損ないの戦闘未経験の兵士たちだった。その兵士の中には、食事代を持ち逃げした青年スティッチもいた。ハイウェイはパワーズに睨まれながらも、彼らに一人前の海兵らしく戦えるように鍛え直していくことに決める。訓練開始の前夜、ハイウェイは前妻アギーと再会し関係の修復を図るが、彼女が働く店でトラブルを起こしたスティッチを庇い店主と揉めたため、店を追い出され彼女との話も途中で終わってしまう。
翌日からハイウェイは、今までの軍曹がやらなかった実戦さながらの実弾を用いた訓練を取り入れた。それはアメリカ海兵隊にとって敵となりうる人たちが好んで使用するAK-47突撃銃を兵士たちの至近距離で撃ち、その発射音を覚えさせるというものだった。訓練中もハイウェイのやり方がパワーズとの確執を拡大させ、戦闘訓練の際にパワーズ率いる第一小隊とハイウェイ率いる第二小隊が目的地の一番乗りを巡り小競り合いとなる。最終的に指揮官同士の戦いにもつれ込み、パワーズとハイウェイの一騎討ちとなった。ハイウェイは実戦経験のないパワーズを打ち負かし、目的地一番乗りの名誉を勝ち取る。ハイウェイは再びアギーの元を訪れ彼女との関係を修復しようとするが、彼女は突然泣き出してハイウェイを追い出してしまう。ハイウェイは酔って騒ぎを起こして監獄送りとなり、長年の戦友であるチューズー曹長の助けで釈放される。チューズーはハイウェイ、アギー、スティッチを連れてかつての上官の未亡人が経営する店に行き、スティッチに戦争の現実を教える。また、ハイウェイはアギーと話し合い、戦争に向かうたびに彼女が自分の身を案じて不安な日々を過ごしていたことを知る。
ハイウェイは海兵隊将校・下士官のパーティーでアギーと楽しいひと時を過ごすが、突然海兵隊に非常呼集がかけられた。それまで何度も訓練の非常呼集があったので、海兵たちはまた訓練の一環と思ったが、海兵隊はグレナダ侵攻作戦に投入される。リング中尉率いる第二偵察小隊は医科大学に監禁されているアメリカ人を救出する任務を担当し、スティッチたちは初めての実戦を経験する。無事にアメリカ人たちを保護した第二偵察小隊に対し、パワーズは丘の上の敵陣地を偵察するように命令する。「許可するまで攻撃を禁じる」という命令にハイウェイは憤るが、命令通りに丘に向かう途中でグレナダ軍の装甲車部隊と遭遇する。ハイウェイは伏射で戦うよう指示を出すが、リングたちは近くの建物内に避難してしまい、装甲車からの砲撃でプロファイルが戦死してしまう。自分のミスを責めるリングにハイウェイは援軍を呼び抵抗を続けるように指示し、味方のヘリコプターがグレナダ軍装甲車を撃破したのに合わせ残敵を掃討する。気を取り直したリングはこのまま丘を攻め落とすことを命令し、第二偵察小隊は丘の頂上にあるグレナダ軍の前線司令部に奇襲を仕掛け、司令部の破壊と数名のグレナダ軍兵士を捕虜にする。ハイウェイは若い海兵らの成長を感慨深げに眺めるが、そこにパワーズが到着して命令無視を叱責する。しかし、大隊長メイヤーズ大佐はリングとハイウェイの行動を認め、実情を無視した命令を出すパワーズに以前所属していた補給部隊への再異動を命じた。
作戦を終えて帰国した第二偵察小隊は市民からの歓迎を受ける。ハイウェイは除隊する決意を固め、海兵隊への再入隊を決めたスティッチと別れを交わし、出迎えに来たアギーと共に空港から立ち去る。

## キャスト
| 役名                                 | 俳優                           | 日本語吹替                         | 日本語吹替                     |
| 役名                                 | 俳優                           | TBS版                              | テレビ朝日版                   |
| ------------------------------------ | ------------------------------ | ---------------------------------- | ------------------------------ |
| トム（トーマス）・ハイウェイ一等軍曹 | クリント・イーストウッド       | 山田康雄                           | 山田康雄                       |
| アギー（アグネス）                   | マーシャ・メイソン             | 沢田敏子                           | 弥永和子                       |
| パワーズ少佐                         | エヴェレット・マッギル         | 池田勝                             | 玄田哲章                       |
| ウェブスター軍曹                     | モーゼス・ガン                 | 島香裕                             | 麦人                           |
| スティッチ・ジョーンズ伍長           | マリオ・ヴァン・ピーブルズ     | 大塚芳忠                           | 江原正士                       |
| リトル・マリー                       | アイリーン・ヘッカート         | 沼波輝枝                           | 荘司美代子                     |
| ロイ・ジェニングス                   | ボー・スヴェンソン             | 秋元羊介                           | 幹本雄之                       |
| リング中尉                           | ボイド・ゲインズ               | 喜多川拓郎                         | 宮本充                         |
| チューズー曹長                       | アーリン・ディーン・スナイダー | 村松康雄                           | 緒方賢一                       |
| フラゲッティ                         | ヴィンセント・アイリザリー     | 荒川太郎                           | 成田剣                         |
| アポンテ兵卒                         | レイモン・フランコ             | 桜井敏治                           | 茶風林                         |
| プロファイル                         | トム・ヴィラード               | 古田信幸                           | 檀臣幸                         |
| クイノネス兵卒                       | マイク・ゴメス                 |                                    | 大黒和広                       |
| コリンズ兵卒                         | ロドニー・ヒル                 | 小室正幸                           | 鳥海勝美                       |
| スイード・ヨハンソン一等兵           | ピーター・コッチ               | 大塚明夫                           | 水野龍司                       |
| G・F・デヴィン少佐                   | ピーター・ジェイソン           |                                    | 仲野裕                         |
| メイヤーズ大佐                       | リチャード・ベンチャー         | 中庸助                             | 糸博                           |
| ゼーン判事                           | ジョン・イームズ               | 中庸助                             | 伊井篤史                       |
| 囚人                                 | ニコラス・ワース               | 島香裕                             | 中田和宏                       |
| バス運転手                           | スティーヴ・ハルジー           |                                    | 峰恵研                         |
| 青年                                 | ティモシー・フォール           |                                    | 辻つとむ                       |
| ウェイトレス                         | エリザベス・ルシオ             |                                    | 紗ゆり                         |
| オペレーター                         | アニー・オドネル               |                                    | 松下亜紀                       |
|                                      |                                |                                    |                                |
| 翻訳                                 |                                | 平田勝茂                           | 平田勝茂                       |
| 演出                                 |                                | 蕨南勝之                           | 松川陸                         |
| 調整                                 |                                |                                    | 山田太平                       |
| 効果                                 |                                |                                    | リレーション                   |
| 制作                                 |                                | 東北新社 TBS                       | ムービーテレビジョン           |
| プロデューサー                       |                                | 上田正人                           |                                |
| 解説                                 |                                | 小堺一機                           | 淀川長治                       |
| 初回放送                             |                                | 1988年11月8日 『火曜ロードショー』 | 1995年2月26日 『日曜洋画劇場』 |

- 『ローハイド』以来36年に渡ってクリント・イーストウッドの吹替を専属で担当してきた山田康雄はテレビ朝日版初回放送日直前の2月17日に脳出血で倒れ意識不明のまま3月19日に死去したため、本作のテレビ朝日版は山田の最後の作品となった。

## 製作
アメリカ陸軍第1騎兵師団に所属していた経験を持つ脚本家ジェームズ・カラバトソスは「グレナダ侵攻作戦の際に第82空挺師団のパラシュート部隊が民生用電話回線を使用して火力支援を要請し、料金を兵士個人のクレジットカードで支払った」という逸話に触発され、朝鮮戦争を経験したベテラン下士官が次世代の兵士に価値観を引き渡す脚本を執筆した。カラバトソスの脚本に関心を抱いたイーストウッドは、プロデューサーのフリッツ・マネスを通してアメリカ陸軍に撮影協力を依頼した。また、イーストウッドは製作費の内600万ドルを支出している。しかし、脚本を読んだ陸軍は、主人公のハイウェイが飲んだくれの離婚経験者であり、違法な教練を行う人物として描写されていることを理由に協力を拒否した。陸軍はハイウェイのような第二次世界大戦・朝鮮戦争時代のステレオタイプな軍人描写を忌避したため、イーストウッドは「当時の軍人には模範にする価値がある」と将軍を説得したが、翻意させることは出来なかった。
陸軍からの協力を拒否されたイーストウッドは、アメリカ海兵隊に脚本を持ち込み協力を快諾されたため、ハイウェイの設定が陸軍から海兵隊に変更された。撮影は1986年の夏に開始され、ビエケス島などでロケを行った。劇中で描写されたブルドーザーによる突撃作戦は、元アメリカ中央軍司令官ジョン・アビゼイドが実際にグレナダで行った作戦を再現したものである。また、リングが民間電話回線とクレジットカードを使用して支援を要請した描写も基本的には事実であるが、電話による支援要請を行ったのも医科大学を解放したのも実際にはNavy SEALsである。
海兵隊はペンドルトン基地など各基地での撮影を許可するなど、当初は撮影に協力的だった。しかし、完成した映像を見た際に、通常の軍隊では起こり得ない描写（名誉勲章を授与されているハイウェイを上官であるパワーズが罵倒する描写、違法な教練描写など）に疑問を呈した。また、アメリカ国防総省も撮影当初は好意的だったが、1986年11月の試写会後は本作に対して否定的な立場をとった。

## 評価
レビュー・アグリゲーターのRotten Tomatoesでは28件のレビューで支持率は68%、平均点は6.80/10となった。Metacriticでは16件のレビューを基に加重平均値が53/100となった。